# Richard Coudenhove-Kalergi

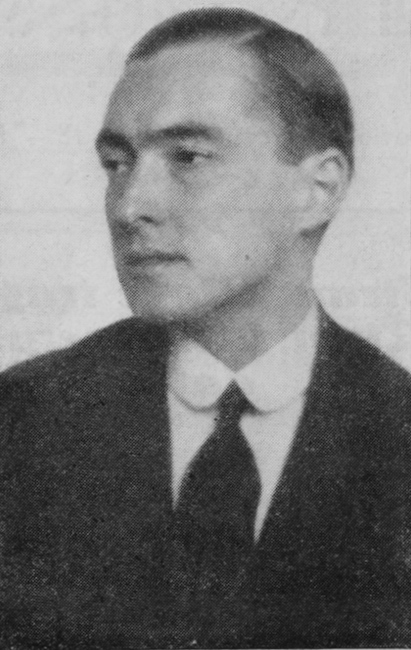
Richard Nikolaus Coudenhove-Kalergi (ca. 1926)

Richard Nikolaus Coudenhove-Kalergi (bis 1919 Graf, auch Richard Coudenhove-Kalergi; japanisch 青山 栄次郎 Aoyama Eijirō; * 16. November 1894 in Tokio; † 27. Juli 1972 in Schruns, Österreich) war ein österreichischer, später tschechoslowakischer und französischer Schriftsteller, Philosoph, Politiker und Gründer der Paneuropa-Union. Zudem war er der erste Träger des Karlspreises. Seine Grabstätte befindet sich in Gstaad in der Schweiz.

## Herkunft und Familie
Coudenhove-Kalergi war der Sohn des österreichischen k. u. k. Geschäftsträgers in Japan, Heinrich von Coudenhove-Kalergi, und seiner japanischen Gattin Mitsuko Aoyama (1874–1941), die einer Kaufmannsfamilie entstammte. In Japan ist er daher auch als Eijirō Aoyama (青山 栄次郎, Aoyama Eijirō) bekannt. Väterlicherseits hatten die brabantischen Coudenhoves den Adelstitel für die Teilnahme am Kreuzzug 1099 erhalten und konnten lückenlos zurückblicken auf den am 3. März 1259 verstorbenen Vorfahren Gerolf. Der Name Kalergi stammt von dem gleichnamigen byzantinisch-kretischen Adelsgeschlecht (mit Nebenlinie Calergi in Venedig).
Coudenhove-Kalergi wurde in Tokio geboren. Als er ein Jahr alt war, übersiedelte die Familie in das elterliche Schloss Ronsperg in Westböhmen. Er wurde von Privatlehrern unterrichtet. Sein Vater, der 16 Sprachen beherrschte, unterrichtete ihn in Russisch und Ungarisch. Später kam er ans Theresianum in Wien und studierte danach an der Alma Mater Rudolphina Philosophie und Geschichte. 1915 heiratete er die österreichische Schauspielerin Ida Roland (1881–1951). 1916 wurde er zum Doktor der Philosophie promoviert. Nach dem Ende der österreichisch-ungarischen Monarchie (1918) nahm er zuerst die tschechoslowakische und später die französische Staatsbürgerschaft an.
Während des Zweiten Weltkrieges emigrierte er zunächst in die Schweiz und später in die USA. 1952 heiratete er die Schweizerin Alexandra Gräfin von Tiele, geb. Bally, eine Arzttochter aus Solothurn, die im Januar 1968 verstarb. 1969 heiratete er in dritter Ehe die Österreicherin Melanie Benatzky Hoffmann, die Witwe des Komponisten Ralph Benatzky.
Richards älterer Bruder war Johann Graf Coudenhove-Kalergi, Autor des Menschenfresser-Romans „Ich fraß die weiße Chinesin“, 1967 unter dem Pseudonym Duca di Centigloria postum veröffentlicht. Seine Schwester Ida Friederike Görres (1901–1971) war Schriftstellerin, sein jüngerer Bruder war Gerolf Coudenhove-Kalergi (1896–1978). Dessen Tochter ist die Journalistin Barbara Coudenhove-Kalergi (* 1932), die damit Richard Nikolaus’ Nichte ist.

## Werdegang
Der Erste Weltkrieg brachte Coudenhove-Kalergi zur Politik: „Den ersten Weltkrieg empfand ich als Bürgerkrieg zwischen Europäern: als Katastrophe erster Ordnung.“ Er entwickelte die visionäre Idee von „Pan-Europa“, die zum Thema seines Lebens wurde. Sein Vorschlag, ein Paneuropa zu schaffen, erregte 1922, als Kalergi gerade 28 Jahre alt war, internationales Aufsehen. Zwei Jahre zuvor hatte er vorgeschlagen, „Wien solle, ähnlich wie es mit Danzig […] schon der Fall sei […], internationalisiert und sodann als Sitz des Völkerbundes, dem es direkt zu unterstellen wäre, zu einem allen Völkern der Welt gemeinsam angehörigen neutralen Kulturzentrum und Handelsemporium – zur Welthauptstadt – weiter entwickelt werden.“

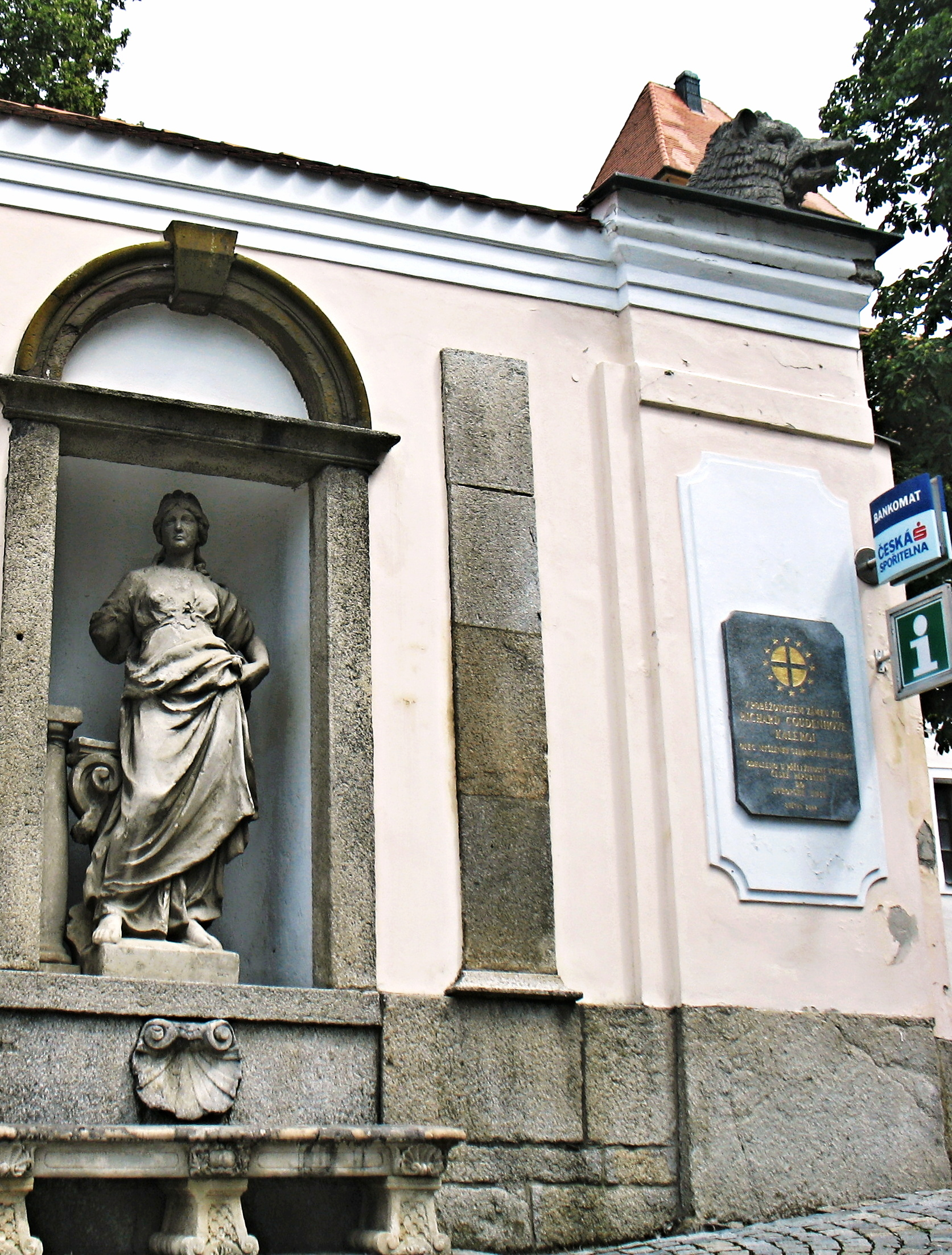
Gedenktafel für Richard Coudenhove-Kalergi am Eingang des Schlosses in Poběžovice

1923 schrieb er auf Schloss Würting in Oberösterreich sein programmatisches Buch „Pan-Europa“. Im Jahr 1924 gründete Coudenhove-Kalergi die Paneuropa-Union, die älteste europäische Einigungsbewegung. Im Lauf der Zeit gehörten dieser Albert Einstein, Thomas Mann und Otto von Habsburg ebenso an wie Spitzenpolitiker wie Konrad Adenauer, der französische Außenminister und Friedensnobelpreisträger Aristide Briand, der tschechoslowakische Außenminister Edvard Beneš und der französische Ministerpräsident Edouard Herriot. Die österreichische Sektion führten der damalige Bundeskanzler Karl Renner und dessen Stellvertreter Ignaz Seipel an. Coudenhove-Kalergi war damit Vordenker der heutigen europäischen Idee und des europäischen Selbstverständnisses und der europäischen Identität. Prinzipien eines Europa im Sinne Coudenhove-Kalergis waren Freiheit, Frieden, Wohlstand und Kultur, die noch heute das Selbstverständnis Europas kennzeichnen.
Seit 1922 war Coudenhove-Kalergi Mitglied der Wiener Freimaurerloge Humanitas, die sich in erster Linie karitativen Aufgaben widmete, für soziale Reformen einsetzte und die pazifistische Bewegung für ein besseres Verständnis zwischen den Völkern unterstützte. In den 1930er-Jahren wandte er sich in verschiedenen Publikationen gegen den nationalsozialistischen Judenhass im Deutschen Reich und führte damit das Werk seines Vaters fort, dessen Studie über das Wesen des Antisemitismus er neu verlegte.
Die Paneuropa-Union wurde im nationalsozialistischen Deutschland verboten. Nach dem „Anschluss“ Österreichs 1938 floh er mit seiner jüdischen Frau zunächst nach Ungarn. Seine Ideen fanden in Europa mit dem heranrückenden Zweiten Weltkrieg kaum noch Beachtung. 1939 erhielt er die französische Staatsbürgerschaft. Als Immigrant lehrte Coudenhove-Kalergi in den USA von 1942 bis 1946 an der New-York-Universität Geschichte, zunächst als Lehrbeauftragter (Lecturer), ab 1944 als Professor.
1947 gründete Coudenhove-Kalergi die Europäische Parlamentarier-Union (EPU), die die Parlamentarier der einzelnen europäischen Parlamente in einer Europa-Versammlung zusammenführen sollte. Die EPU behauptete zunächst ihre Eigenständigkeit gegenüber Fusionsangeboten anderer Organisationen, welche die Einigung Europas anstrebten. Erst 1952 schloss sie sich der Europäischen Bewegung an. Coudenhove-Kalergi wurde Ehrenpräsident dieser Bewegung.
Am 18. Mai 1950 erhielt Coudenhove-Kalergi als Erster den internationalen Karlspreis der Stadt Aachen in Würdigung seiner Lebensarbeit für ein geeintes Europa.
Kurze Zeit später unterbreitete er dem Europarat einen Entwurf für eine Europaflagge, der aber wegen der Verwendung des christlichen Symbols des Kreuzes nicht konsensfähig war. 1955 schlug er die Ode an die Freude, also Beethovens Vertonung von Schillers Gedicht An die Freude, als Europäische Hymne vor. Seit 1972 ist die Melodie die Hymne des Europarats und seit 1985 die Hymne der Europäischen Union.

## Paneuropa
Der von Coudenhove-Kalergi vorgeschlagene europäische Staatenbund von Polen bis Portugal, den er Paneuropäische Union oder Vereinigte Staaten von Europa nannte, sollte als ein politischer und wirtschaftlicher Zweckverband einen erneuten Weltkrieg verhindern.
Seine Ideen trafen auf einen grassierenden Nationalismus nach dem Ersten Weltkrieg. Coudenhove-Kalergi forderte Frankreich und Deutschland auf, ihre Streitigkeiten beizulegen und sich stattdessen auf ihre Gemeinsamkeiten zu konzentrieren. Den skandinavischen Staaten dachte er die Rolle zu, für eine Einigung Europas die Initiative zu ergreifen und als Vermittler zwischen den verfeindeten europäischen Staaten zu fungieren. In den Jahren 1933 bis 1936 versuchte Coudenhove-Kalergi in mehreren Treffen vergeblich, den faschistischen Diktator Mussolini für die Paneuropa-Idee zu gewinnen. Neben der Vorstellung, in Mussolini eine Stütze für das von der NS-Regierung zusehends bedrohte Österreich zu haben, spielte auch die Faszination Coudenhove-Kalergis für den autoritären Politikstil Mussolinis eine gewisse Rolle.

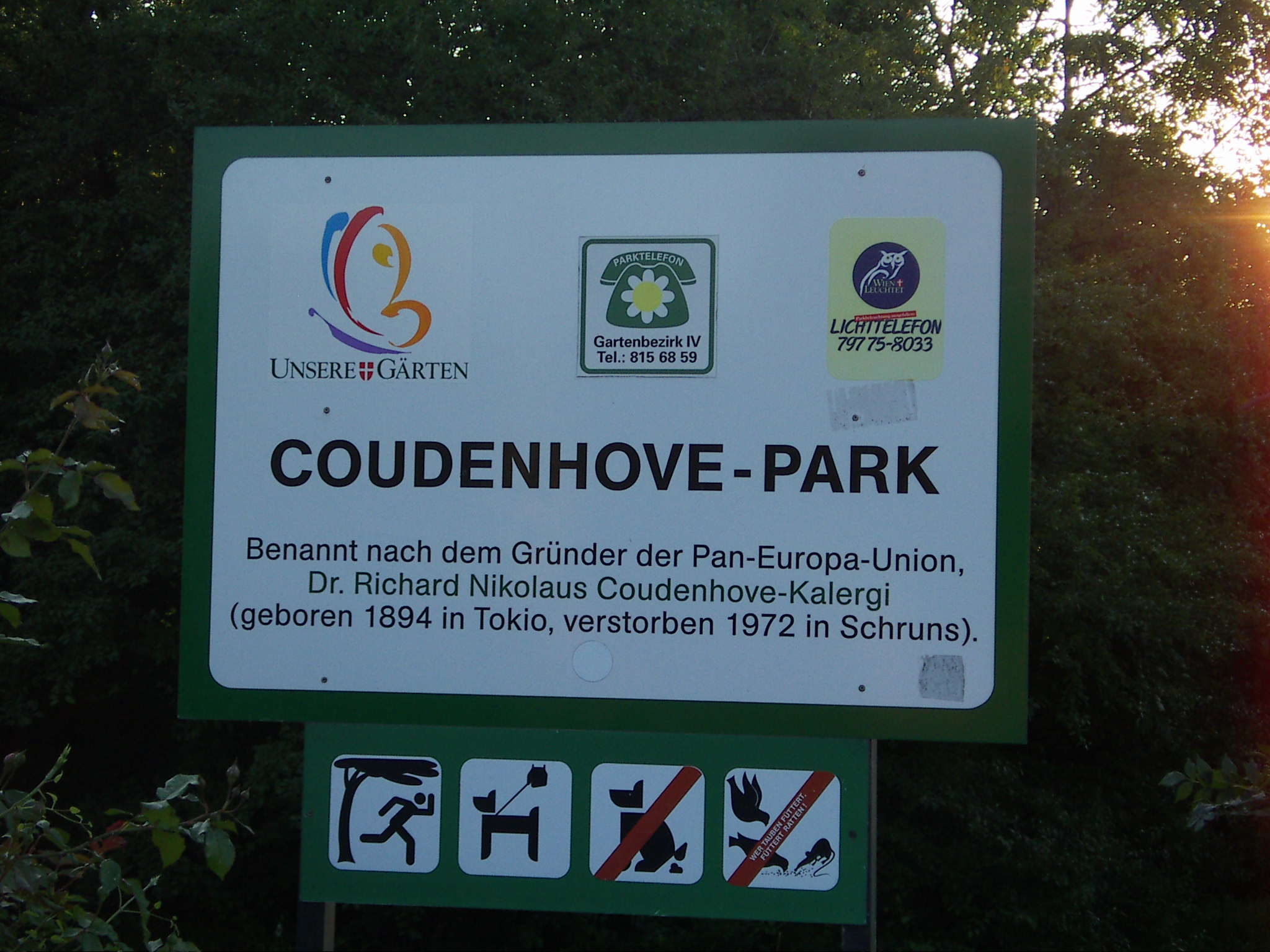
Coudenhove-Park beim Hofpavillon Hietzing in Wien

Erst nach dem Zweiten Weltkrieg erlebte seine Paneuropa-Idee eine Renaissance. Winston Churchill hielt 1946 in Zürich eine von Coudenhove-Kalergis Visionen inspirierte Rede, in der er die Schaffung der „Vereinigten Staaten von Europa“ anregte und dabei die zentralen Forderungen der Paneuropa-Idee aufnahm.
1948 gründete Coudenhove-Kalergi in New York das Amerikanische Komitee für ein vereintes Europa.
Um für Paneuropa zu überzeugen, bezog sich Coudenhove-Kalergi auch auf Eurafrika: Um die koloniale Ausbeutung insbesondere Afrikas weiterhin aufrechterhalten zu können, beinhalte die europäische Integration notwendigerweise die paneuropäische Vergemeinschaftung der verschiedenen europäischen Kolonialherrschaften. Das bereits in der Zwischenkriegszeit in Europa weitverbreitete Argument ermöglichte nach dem Zweiten Weltkrieg die Gründung der EGKS (1951) und EWG (1957). Coudenhove-Kalergi nannte bereits 1930 im Artikel 13 des Entwurfes des Paneuropäischen Paktes explizit als Priorität: „Alle europäischen Bürger genießen in den tropischen Kolonien europäischer Bundesstaaten in Afrika wirtschaftliche Gleichberechtigung.“
Im Herbst 2019 veranstaltete die Paneuropabewegung Österreich in Wien ein Symposion anlässlich des 125. Geburtstages von Richard Coudenhove-Kalergi.

## „Kalergi-Plan“
Mit Ähnlichkeiten zur nationalsozialistischen Propaganda entstand Jahrzehnte später eine Verschwörungstheorie, der sogenannte „Kalergi-Plan“. Dabei handelt es sich um eine in rechtsextremen Kreisen verbreitete Verschwörungstheorie, die besagt, dass es ein Komplott zur Vermischung der weißen Europäer mit anderen „Rassen“ durch Einwanderung gäbe, das von Coudenhove-Kalergi entwickelt und von aristokratischen Gesellschaftskreisen gefördert worden wäre. Sie wird am häufigsten mit europäischen Gruppen und Parteien in Verbindung gebracht, hat sich aber auch auf die nordamerikanische Politik ausgebreitet. Erfinder der Verschwörungstheorie war der österreichische Neonazi Gerd Honsik, der 2005 das Buch Kalergi-Plan veröffentlichte.
Die Legende vom Kalergi-Plan erzählt vom „Großen Austausch“, nach dem globalistische Eliten absichtsvoll die europäische Zivilisation durch Förderung von Masseneinwanderung von Arabern, Schwarzafrikanern und Asiaten zersetzen würden.
Das US-amerikanische Southern Poverty Law Center bezeichnete die Verschwörungstheorie eines angeblichen Kalergi-Plans als ein eindeutig europäisches Narrativ weißer Nationalisten, die bestimmte Texte Kalergis aus dem Kontext herauslösen, um Europas Migrationspolitik als heimtückische Verschwörung gegen eine angebliche „weiße Rasse“ darzustellen. „Hope Not Hate“, eine britische antirassistische Organisation, hat sie als rassistische Verschwörungstheorie zurückgewiesen, die fälschlicherweise behaupte, dass Coudenhove-Kalergi die Absicht gehabt habe, die europäische Einwanderungspolitik zu beeinflussen, um eine unkontrollierte Masseneinwanderung aus anderen Kontinenten nach Europa herbeizuführen, mit dem Ziel eine „identitätslose Mischbevölkerung“ zu schaffen, die dann von einer jüdischen Elite regiert werden würde. In seinem 2018 erschienenen Roman „Middle England“ nutzt der Autor Jonathan Coe den Kalergi-Plan, um das Konzept mit seiner Verschwörungstheorienfigur Peter Stopes zu persiflieren.

## Auszeichnungen und Würdigungen
- 1950: Internationaler Karlspreis zu Aachen
- 1955: Großes Bundesverdienstkreuz
- 1962: Großes Silbernes Ehrenzeichen mit dem Stern für Verdienste um die Republik Österreich[29]
- 1965: Sonning-Preis
- 1966: Europäischer Karlspreis der Sudetendeutschen Landsmannschaft
- 1967: Japanischer Erste Verdienstklasse Orden des Heiligen Schatzes und Japanischer Friedenspreis (Kajima heiwa preis)
- 1972: Konrad-Adenauer-Preis der Deutschland-Stiftung für Politik
- 1972: Europapreis des Syndicat des journalistes écrivains
- 1972: Großes Bundesverdienstkreuz mit Stern
- Ehrenbürger der Johann Wolfgang Goethe-Universität Frankfurt am Main
- Ritter der Ehrenlegion
- 2017: Europa-Coudenhove-Kalergi-Brunnen am Kirchplatz in Schruns[30]

Coudenhove-Kalergi wurde auch 54 Mal für den Friedensnobelpreis nominiert, erhielt ihn allerdings nie.
Seit dem Jahr 2002 verleiht die Europa-Union in Münster die Coudenhove-Kalergi-Plakette, um damit Persönlichkeiten und Institutionen zu würdigen, die sich durch ihr Engagement für Europa ausgezeichnet haben. Die aus der Paneuropa-Union hervorgegangene Europa-Gesellschaft Coudenhove-Kalergi verleiht alle zwei Jahre den Coudenhove-Kalergi Europapreis an Persönlichkeiten, die sich in außerordentlicher Weise um die Einigung Europas verdient gemacht haben.

## Vorfahren von Richard Nikolaus Coudenhove-Kalergi
| Georg Louis Baron de Coudenhove * 1734, † 13. Juli 1786 in Aschaffenburg, Kurmainz; Burgmann, Geheimrat                                                                         | Georg Louis Baron de Coudenhove * 1734, † 13. Juli 1786 in Aschaffenburg, Kurmainz; Burgmann, Geheimrat                                                                         | Georg Louis Baron de Coudenhove * 1734, † 13. Juli 1786 in Aschaffenburg, Kurmainz; Burgmann, Geheimrat                                                                         | Georg Louis Baron de Coudenhove * 1734, † 13. Juli 1786 in Aschaffenburg, Kurmainz; Burgmann, Geheimrat                                                                         | Georg Louis Baron de Coudenhove * 1734, † 13. Juli 1786 in Aschaffenburg, Kurmainz; Burgmann, Geheimrat                                                                         | Georg Louis Baron de Coudenhove * 1734, † 13. Juli 1786 in Aschaffenburg, Kurmainz; Burgmann, Geheimrat                                                                         |  |  |  |  | ⚭ 1772 mit Sophia Gräfin von Hatzfeldt * 21. Januar 1747 auf Schloss Schönstein, Kurköln, † 21. Mai 1825 in Paris, Frankreich                                                                                                   | ⚭ 1772 mit Sophia Gräfin von Hatzfeldt * 21. Januar 1747 auf Schloss Schönstein, Kurköln, † 21. Mai 1825 in Paris, Frankreich                                                                                                   | ⚭ 1772 mit Sophia Gräfin von Hatzfeldt * 21. Januar 1747 auf Schloss Schönstein, Kurköln, † 21. Mai 1825 in Paris, Frankreich                                                                                                   | ⚭ 1772 mit Sophia Gräfin von Hatzfeldt * 21. Januar 1747 auf Schloss Schönstein, Kurköln, † 21. Mai 1825 in Paris, Frankreich                                                                                                   | ⚭ 1772 mit Sophia Gräfin von Hatzfeldt * 21. Januar 1747 auf Schloss Schönstein, Kurköln, † 21. Mai 1825 in Paris, Frankreich                                                                                                   | ⚭ 1772 mit Sophia Gräfin von Hatzfeldt * 21. Januar 1747 auf Schloss Schönstein, Kurköln, † 21. Mai 1825 in Paris, Frankreich                                                                                                   |
| Georg Louis Baron de Coudenhove * 1734, † 13. Juli 1786 in Aschaffenburg, Kurmainz; Burgmann, Geheimrat                                                                         | Georg Louis Baron de Coudenhove * 1734, † 13. Juli 1786 in Aschaffenburg, Kurmainz; Burgmann, Geheimrat                                                                         | Georg Louis Baron de Coudenhove * 1734, † 13. Juli 1786 in Aschaffenburg, Kurmainz; Burgmann, Geheimrat                                                                         | Georg Louis Baron de Coudenhove * 1734, † 13. Juli 1786 in Aschaffenburg, Kurmainz; Burgmann, Geheimrat                                                                         | Georg Louis Baron de Coudenhove * 1734, † 13. Juli 1786 in Aschaffenburg, Kurmainz; Burgmann, Geheimrat                                                                         | Georg Louis Baron de Coudenhove * 1734, † 13. Juli 1786 in Aschaffenburg, Kurmainz; Burgmann, Geheimrat                                                                         |  |  |  |  | ⚭ 1772 mit Sophia Gräfin von Hatzfeldt * 21. Januar 1747 auf Schloss Schönstein, Kurköln, † 21. Mai 1825 in Paris, Frankreich                                                                                                   | ⚭ 1772 mit Sophia Gräfin von Hatzfeldt * 21. Januar 1747 auf Schloss Schönstein, Kurköln, † 21. Mai 1825 in Paris, Frankreich                                                                                                   | ⚭ 1772 mit Sophia Gräfin von Hatzfeldt * 21. Januar 1747 auf Schloss Schönstein, Kurköln, † 21. Mai 1825 in Paris, Frankreich                                                                                                   | ⚭ 1772 mit Sophia Gräfin von Hatzfeldt * 21. Januar 1747 auf Schloss Schönstein, Kurköln, † 21. Mai 1825 in Paris, Frankreich                                                                                                   | ⚭ 1772 mit Sophia Gräfin von Hatzfeldt * 21. Januar 1747 auf Schloss Schönstein, Kurköln, † 21. Mai 1825 in Paris, Frankreich                                                                                                   | ⚭ 1772 mit Sophia Gräfin von Hatzfeldt * 21. Januar 1747 auf Schloss Schönstein, Kurköln, † 21. Mai 1825 in Paris, Frankreich                                                                                                   |
| | | | | | |  |  |  |  | | | | | | |
| Franz Ludwig Graf von Coudenhove * 24. Januar 1783 in Bingen am Rhein, Kurmainz, † 4. Dezember 1851 in Wien, Österreich                                                         | Franz Ludwig Graf von Coudenhove * 24. Januar 1783 in Bingen am Rhein, Kurmainz, † 4. Dezember 1851 in Wien, Österreich                                                         | Franz Ludwig Graf von Coudenhove * 24. Januar 1783 in Bingen am Rhein, Kurmainz, † 4. Dezember 1851 in Wien, Österreich                                                         | Franz Ludwig Graf von Coudenhove * 24. Januar 1783 in Bingen am Rhein, Kurmainz, † 4. Dezember 1851 in Wien, Österreich                                                         | Franz Ludwig Graf von Coudenhove * 24. Januar 1783 in Bingen am Rhein, Kurmainz, † 4. Dezember 1851 in Wien, Österreich                                                         | Franz Ludwig Graf von Coudenhove * 24. Januar 1783 in Bingen am Rhein, Kurmainz, † 4. Dezember 1851 in Wien, Österreich                                                         |  |  |  |  | ⚭ 12. August 1807 in Steinheim am Main, Großherzogtum Hessen mit Catharina Jakobine Auguste Freiin von Löwenstern auf Löwenhof * 24. Januar 1788 in Dorpat, Gouvernement Livland, Russisches Reich, † 24. November 1860 in Wien | ⚭ 12. August 1807 in Steinheim am Main, Großherzogtum Hessen mit Catharina Jakobine Auguste Freiin von Löwenstern auf Löwenhof * 24. Januar 1788 in Dorpat, Gouvernement Livland, Russisches Reich, † 24. November 1860 in Wien | ⚭ 12. August 1807 in Steinheim am Main, Großherzogtum Hessen mit Catharina Jakobine Auguste Freiin von Löwenstern auf Löwenhof * 24. Januar 1788 in Dorpat, Gouvernement Livland, Russisches Reich, † 24. November 1860 in Wien | ⚭ 12. August 1807 in Steinheim am Main, Großherzogtum Hessen mit Catharina Jakobine Auguste Freiin von Löwenstern auf Löwenhof * 24. Januar 1788 in Dorpat, Gouvernement Livland, Russisches Reich, † 24. November 1860 in Wien | ⚭ 12. August 1807 in Steinheim am Main, Großherzogtum Hessen mit Catharina Jakobine Auguste Freiin von Löwenstern auf Löwenhof * 24. Januar 1788 in Dorpat, Gouvernement Livland, Russisches Reich, † 24. November 1860 in Wien | ⚭ 12. August 1807 in Steinheim am Main, Großherzogtum Hessen mit Catharina Jakobine Auguste Freiin von Löwenstern auf Löwenhof * 24. Januar 1788 in Dorpat, Gouvernement Livland, Russisches Reich, † 24. November 1860 in Wien |
| Franz Ludwig Graf von Coudenhove * 24. Januar 1783 in Bingen am Rhein, Kurmainz, † 4. Dezember 1851 in Wien, Österreich                                                         | Franz Ludwig Graf von Coudenhove * 24. Januar 1783 in Bingen am Rhein, Kurmainz, † 4. Dezember 1851 in Wien, Österreich                                                         | Franz Ludwig Graf von Coudenhove * 24. Januar 1783 in Bingen am Rhein, Kurmainz, † 4. Dezember 1851 in Wien, Österreich                                                         | Franz Ludwig Graf von Coudenhove * 24. Januar 1783 in Bingen am Rhein, Kurmainz, † 4. Dezember 1851 in Wien, Österreich                                                         | Franz Ludwig Graf von Coudenhove * 24. Januar 1783 in Bingen am Rhein, Kurmainz, † 4. Dezember 1851 in Wien, Österreich                                                         | Franz Ludwig Graf von Coudenhove * 24. Januar 1783 in Bingen am Rhein, Kurmainz, † 4. Dezember 1851 in Wien, Österreich                                                         |  |  |  |  | ⚭ 12. August 1807 in Steinheim am Main, Großherzogtum Hessen mit Catharina Jakobine Auguste Freiin von Löwenstern auf Löwenhof * 24. Januar 1788 in Dorpat, Gouvernement Livland, Russisches Reich, † 24. November 1860 in Wien | ⚭ 12. August 1807 in Steinheim am Main, Großherzogtum Hessen mit Catharina Jakobine Auguste Freiin von Löwenstern auf Löwenhof * 24. Januar 1788 in Dorpat, Gouvernement Livland, Russisches Reich, † 24. November 1860 in Wien | ⚭ 12. August 1807 in Steinheim am Main, Großherzogtum Hessen mit Catharina Jakobine Auguste Freiin von Löwenstern auf Löwenhof * 24. Januar 1788 in Dorpat, Gouvernement Livland, Russisches Reich, † 24. November 1860 in Wien | ⚭ 12. August 1807 in Steinheim am Main, Großherzogtum Hessen mit Catharina Jakobine Auguste Freiin von Löwenstern auf Löwenhof * 24. Januar 1788 in Dorpat, Gouvernement Livland, Russisches Reich, † 24. November 1860 in Wien | ⚭ 12. August 1807 in Steinheim am Main, Großherzogtum Hessen mit Catharina Jakobine Auguste Freiin von Löwenstern auf Löwenhof * 24. Januar 1788 in Dorpat, Gouvernement Livland, Russisches Reich, † 24. November 1860 in Wien | ⚭ 12. August 1807 in Steinheim am Main, Großherzogtum Hessen mit Catharina Jakobine Auguste Freiin von Löwenstern auf Löwenhof * 24. Januar 1788 in Dorpat, Gouvernement Livland, Russisches Reich, † 24. November 1860 in Wien |
| | | | | | |  |  |  |  | | | | | | |
| Franz Karl Graf von Coudenhove * 19. Februar 1825 in Wien, † 16. Juni 1893 in Ottensheim, Österreich; Diplomat, Großgrundbesitzer und Politiker                                 | Franz Karl Graf von Coudenhove * 19. Februar 1825 in Wien, † 16. Juni 1893 in Ottensheim, Österreich; Diplomat, Großgrundbesitzer und Politiker                                 | Franz Karl Graf von Coudenhove * 19. Februar 1825 in Wien, † 16. Juni 1893 in Ottensheim, Österreich; Diplomat, Großgrundbesitzer und Politiker                                 | Franz Karl Graf von Coudenhove * 19. Februar 1825 in Wien, † 16. Juni 1893 in Ottensheim, Österreich; Diplomat, Großgrundbesitzer und Politiker                                 | Franz Karl Graf von Coudenhove * 19. Februar 1825 in Wien, † 16. Juni 1893 in Ottensheim, Österreich; Diplomat, Großgrundbesitzer und Politiker                                 | Franz Karl Graf von Coudenhove * 19. Februar 1825 in Wien, † 16. Juni 1893 in Ottensheim, Österreich; Diplomat, Großgrundbesitzer und Politiker                                 |  |  |  |  | ⚭ 24. Juni 1857 in Paris mit Marie von Kalergi * 5. Januar 1840 in Sankt Petersburg, Russisches Reich, † 11. März 1877 in Ronsperg, Böhmen                                                                                      | ⚭ 24. Juni 1857 in Paris mit Marie von Kalergi * 5. Januar 1840 in Sankt Petersburg, Russisches Reich, † 11. März 1877 in Ronsperg, Böhmen                                                                                      | ⚭ 24. Juni 1857 in Paris mit Marie von Kalergi * 5. Januar 1840 in Sankt Petersburg, Russisches Reich, † 11. März 1877 in Ronsperg, Böhmen                                                                                      | ⚭ 24. Juni 1857 in Paris mit Marie von Kalergi * 5. Januar 1840 in Sankt Petersburg, Russisches Reich, † 11. März 1877 in Ronsperg, Böhmen                                                                                      | ⚭ 24. Juni 1857 in Paris mit Marie von Kalergi * 5. Januar 1840 in Sankt Petersburg, Russisches Reich, † 11. März 1877 in Ronsperg, Böhmen                                                                                      | ⚭ 24. Juni 1857 in Paris mit Marie von Kalergi * 5. Januar 1840 in Sankt Petersburg, Russisches Reich, † 11. März 1877 in Ronsperg, Böhmen                                                                                      |
| Franz Karl Graf von Coudenhove * 19. Februar 1825 in Wien, † 16. Juni 1893 in Ottensheim, Österreich; Diplomat, Großgrundbesitzer und Politiker                                 | Franz Karl Graf von Coudenhove * 19. Februar 1825 in Wien, † 16. Juni 1893 in Ottensheim, Österreich; Diplomat, Großgrundbesitzer und Politiker                                 | Franz Karl Graf von Coudenhove * 19. Februar 1825 in Wien, † 16. Juni 1893 in Ottensheim, Österreich; Diplomat, Großgrundbesitzer und Politiker                                 | Franz Karl Graf von Coudenhove * 19. Februar 1825 in Wien, † 16. Juni 1893 in Ottensheim, Österreich; Diplomat, Großgrundbesitzer und Politiker                                 | Franz Karl Graf von Coudenhove * 19. Februar 1825 in Wien, † 16. Juni 1893 in Ottensheim, Österreich; Diplomat, Großgrundbesitzer und Politiker                                 | Franz Karl Graf von Coudenhove * 19. Februar 1825 in Wien, † 16. Juni 1893 in Ottensheim, Österreich; Diplomat, Großgrundbesitzer und Politiker                                 |  |  |  |  | ⚭ 24. Juni 1857 in Paris mit Marie von Kalergi * 5. Januar 1840 in Sankt Petersburg, Russisches Reich, † 11. März 1877 in Ronsperg, Böhmen                                                                                      | ⚭ 24. Juni 1857 in Paris mit Marie von Kalergi * 5. Januar 1840 in Sankt Petersburg, Russisches Reich, † 11. März 1877 in Ronsperg, Böhmen                                                                                      | ⚭ 24. Juni 1857 in Paris mit Marie von Kalergi * 5. Januar 1840 in Sankt Petersburg, Russisches Reich, † 11. März 1877 in Ronsperg, Böhmen                                                                                      | ⚭ 24. Juni 1857 in Paris mit Marie von Kalergi * 5. Januar 1840 in Sankt Petersburg, Russisches Reich, † 11. März 1877 in Ronsperg, Böhmen                                                                                      | ⚭ 24. Juni 1857 in Paris mit Marie von Kalergi * 5. Januar 1840 in Sankt Petersburg, Russisches Reich, † 11. März 1877 in Ronsperg, Böhmen                                                                                      | ⚭ 24. Juni 1857 in Paris mit Marie von Kalergi * 5. Januar 1840 in Sankt Petersburg, Russisches Reich, † 11. März 1877 in Ronsperg, Böhmen                                                                                      |
| | | | | | |  |  |  |  | | | | | | |
| Heinrich Johann Maria Graf Coudenhove-Kalergi * 12. Oktober 1859 in Wien, † 14. Mai 1906 in Ronsperg, Böhmen; Diplomat                                                          | Heinrich Johann Maria Graf Coudenhove-Kalergi * 12. Oktober 1859 in Wien, † 14. Mai 1906 in Ronsperg, Böhmen; Diplomat                                                          | Heinrich Johann Maria Graf Coudenhove-Kalergi * 12. Oktober 1859 in Wien, † 14. Mai 1906 in Ronsperg, Böhmen; Diplomat                                                          | Heinrich Johann Maria Graf Coudenhove-Kalergi * 12. Oktober 1859 in Wien, † 14. Mai 1906 in Ronsperg, Böhmen; Diplomat                                                          | Heinrich Johann Maria Graf Coudenhove-Kalergi * 12. Oktober 1859 in Wien, † 14. Mai 1906 in Ronsperg, Böhmen; Diplomat                                                          | Heinrich Johann Maria Graf Coudenhove-Kalergi * 12. Oktober 1859 in Wien, † 14. Mai 1906 in Ronsperg, Böhmen; Diplomat                                                          |  |  |  |  | ⚭ 16. März 1892 in Tokio, Japan mit Mitsuko Aoyama * 7. Juli 1874 in Tokio, † 27. August 1941 in Mödling, Österreich | ⚭ 16. März 1892 in Tokio, Japan mit Mitsuko Aoyama * 7. Juli 1874 in Tokio, † 27. August 1941 in Mödling, Österreich | ⚭ 16. März 1892 in Tokio, Japan mit Mitsuko Aoyama * 7. Juli 1874 in Tokio, † 27. August 1941 in Mödling, Österreich | ⚭ 16. März 1892 in Tokio, Japan mit Mitsuko Aoyama * 7. Juli 1874 in Tokio, † 27. August 1941 in Mödling, Österreich | ⚭ 16. März 1892 in Tokio, Japan mit Mitsuko Aoyama * 7. Juli 1874 in Tokio, † 27. August 1941 in Mödling, Österreich | ⚭ 16. März 1892 in Tokio, Japan mit Mitsuko Aoyama * 7. Juli 1874 in Tokio, † 27. August 1941 in Mödling, Österreich |
| Heinrich Johann Maria Graf Coudenhove-Kalergi * 12. Oktober 1859 in Wien, † 14. Mai 1906 in Ronsperg, Böhmen; Diplomat                                                          | Heinrich Johann Maria Graf Coudenhove-Kalergi * 12. Oktober 1859 in Wien, † 14. Mai 1906 in Ronsperg, Böhmen; Diplomat                                                          | Heinrich Johann Maria Graf Coudenhove-Kalergi * 12. Oktober 1859 in Wien, † 14. Mai 1906 in Ronsperg, Böhmen; Diplomat                                                          | Heinrich Johann Maria Graf Coudenhove-Kalergi * 12. Oktober 1859 in Wien, † 14. Mai 1906 in Ronsperg, Böhmen; Diplomat                                                          | Heinrich Johann Maria Graf Coudenhove-Kalergi * 12. Oktober 1859 in Wien, † 14. Mai 1906 in Ronsperg, Böhmen; Diplomat                                                          | Heinrich Johann Maria Graf Coudenhove-Kalergi * 12. Oktober 1859 in Wien, † 14. Mai 1906 in Ronsperg, Böhmen; Diplomat                                                          |  |  |  |  | ⚭ 16. März 1892 in Tokio, Japan mit Mitsuko Aoyama * 7. Juli 1874 in Tokio, † 27. August 1941 in Mödling, Österreich | ⚭ 16. März 1892 in Tokio, Japan mit Mitsuko Aoyama * 7. Juli 1874 in Tokio, † 27. August 1941 in Mödling, Österreich | ⚭ 16. März 1892 in Tokio, Japan mit Mitsuko Aoyama * 7. Juli 1874 in Tokio, † 27. August 1941 in Mödling, Österreich | ⚭ 16. März 1892 in Tokio, Japan mit Mitsuko Aoyama * 7. Juli 1874 in Tokio, † 27. August 1941 in Mödling, Österreich | ⚭ 16. März 1892 in Tokio, Japan mit Mitsuko Aoyama * 7. Juli 1874 in Tokio, † 27. August 1941 in Mödling, Österreich | ⚭ 16. März 1892 in Tokio, Japan mit Mitsuko Aoyama * 7. Juli 1874 in Tokio, † 27. August 1941 in Mödling, Österreich |
| | | | | | |  |  |  |  | | | | | | |
| Richard Nikolaus Graf Coudenhove-Kalergi * 16. November 1894 in Tokio, Japan, † 27. Juli 1972 in Schruns, Österreich; Schriftsteller und Politiker, Gründer der Paneuropa-Union | Richard Nikolaus Graf Coudenhove-Kalergi * 16. November 1894 in Tokio, Japan, † 27. Juli 1972 in Schruns, Österreich; Schriftsteller und Politiker, Gründer der Paneuropa-Union | Richard Nikolaus Graf Coudenhove-Kalergi * 16. November 1894 in Tokio, Japan, † 27. Juli 1972 in Schruns, Österreich; Schriftsteller und Politiker, Gründer der Paneuropa-Union | Richard Nikolaus Graf Coudenhove-Kalergi * 16. November 1894 in Tokio, Japan, † 27. Juli 1972 in Schruns, Österreich; Schriftsteller und Politiker, Gründer der Paneuropa-Union | Richard Nikolaus Graf Coudenhove-Kalergi * 16. November 1894 in Tokio, Japan, † 27. Juli 1972 in Schruns, Österreich; Schriftsteller und Politiker, Gründer der Paneuropa-Union | Richard Nikolaus Graf Coudenhove-Kalergi * 16. November 1894 in Tokio, Japan, † 27. Juli 1972 in Schruns, Österreich; Schriftsteller und Politiker, Gründer der Paneuropa-Union |  |  |  |  | ⚭ 1915 mit Ida Klausner (1881–1951) ⚭ 1952 mit Allexandra Gräfin von Tiele-Winkler geb. Bally (1896–1968) ⚭ 1969 mit Melanie Benatzky geb. Hoffmann (1906–1983)                                                                 | ⚭ 1915 mit Ida Klausner (1881–1951) ⚭ 1952 mit Allexandra Gräfin von Tiele-Winkler geb. Bally (1896–1968) ⚭ 1969 mit Melanie Benatzky geb. Hoffmann (1906–1983)                                                                 | ⚭ 1915 mit Ida Klausner (1881–1951) ⚭ 1952 mit Allexandra Gräfin von Tiele-Winkler geb. Bally (1896–1968) ⚭ 1969 mit Melanie Benatzky geb. Hoffmann (1906–1983)                                                                 | ⚭ 1915 mit Ida Klausner (1881–1951) ⚭ 1952 mit Allexandra Gräfin von Tiele-Winkler geb. Bally (1896–1968) ⚭ 1969 mit Melanie Benatzky geb. Hoffmann (1906–1983)                                                                 | ⚭ 1915 mit Ida Klausner (1881–1951) ⚭ 1952 mit Allexandra Gräfin von Tiele-Winkler geb. Bally (1896–1968) ⚭ 1969 mit Melanie Benatzky geb. Hoffmann (1906–1983)                                                                 | ⚭ 1915 mit Ida Klausner (1881–1951) ⚭ 1952 mit Allexandra Gräfin von Tiele-Winkler geb. Bally (1896–1968) ⚭ 1969 mit Melanie Benatzky geb. Hoffmann (1906–1983)                                                                 |
| Richard Nikolaus Graf Coudenhove-Kalergi * 16. November 1894 in Tokio, Japan, † 27. Juli 1972 in Schruns, Österreich; Schriftsteller und Politiker, Gründer der Paneuropa-Union | Richard Nikolaus Graf Coudenhove-Kalergi * 16. November 1894 in Tokio, Japan, † 27. Juli 1972 in Schruns, Österreich; Schriftsteller und Politiker, Gründer der Paneuropa-Union | Richard Nikolaus Graf Coudenhove-Kalergi * 16. November 1894 in Tokio, Japan, † 27. Juli 1972 in Schruns, Österreich; Schriftsteller und Politiker, Gründer der Paneuropa-Union | Richard Nikolaus Graf Coudenhove-Kalergi * 16. November 1894 in Tokio, Japan, † 27. Juli 1972 in Schruns, Österreich; Schriftsteller und Politiker, Gründer der Paneuropa-Union | Richard Nikolaus Graf Coudenhove-Kalergi * 16. November 1894 in Tokio, Japan, † 27. Juli 1972 in Schruns, Österreich; Schriftsteller und Politiker, Gründer der Paneuropa-Union | Richard Nikolaus Graf Coudenhove-Kalergi * 16. November 1894 in Tokio, Japan, † 27. Juli 1972 in Schruns, Österreich; Schriftsteller und Politiker, Gründer der Paneuropa-Union |  |  |  |  | ⚭ 1915 mit Ida Klausner (1881–1951) ⚭ 1952 mit Allexandra Gräfin von Tiele-Winkler geb. Bally (1896–1968) ⚭ 1969 mit Melanie Benatzky geb. Hoffmann (1906–1983)                                                                 | ⚭ 1915 mit Ida Klausner (1881–1951) ⚭ 1952 mit Allexandra Gräfin von Tiele-Winkler geb. Bally (1896–1968) ⚭ 1969 mit Melanie Benatzky geb. Hoffmann (1906–1983)                                                                 | ⚭ 1915 mit Ida Klausner (1881–1951) ⚭ 1952 mit Allexandra Gräfin von Tiele-Winkler geb. Bally (1896–1968) ⚭ 1969 mit Melanie Benatzky geb. Hoffmann (1906–1983)                                                                 | ⚭ 1915 mit Ida Klausner (1881–1951) ⚭ 1952 mit Allexandra Gräfin von Tiele-Winkler geb. Bally (1896–1968) ⚭ 1969 mit Melanie Benatzky geb. Hoffmann (1906–1983)                                                                 | ⚭ 1915 mit Ida Klausner (1881–1951) ⚭ 1952 mit Allexandra Gräfin von Tiele-Winkler geb. Bally (1896–1968) ⚭ 1969 mit Melanie Benatzky geb. Hoffmann (1906–1983)                                                                 | ⚭ 1915 mit Ida Klausner (1881–1951) ⚭ 1952 mit Allexandra Gräfin von Tiele-Winkler geb. Bally (1896–1968) ⚭ 1969 mit Melanie Benatzky geb. Hoffmann (1906–1983)                                                                 |

## Trivia
Sein japanischer Vorname Eijirō setzt sich aus dem Kanji 栄 für „Ehre“ oder „Ruhm“ und dem auch als Vorname gebrauchten Wort 次郎 jirō zusammen, das „Zweitgeborener“ bedeutet.

## Schriften
- Adel, Verlag Der Neue Geist/Dr. Peter Reinhold, Leipzig 1922.
- Apologie der Technik, Verlag Der Neue Geist, Leipzig 1922.
- Ethik und Hyperethik, Verlag Der Neue Geist, Leipzig 1922. (Auszüge: Ethik und Technik. In: Neue Freie Presse, 30. November 1922, S. 1 (online bei ANNO).)
- Die Aristokratisierung der Menschheit. Der Neue Geist, Leipzig 1922. (Rezension/Auszüge: Die Aristokratisierung der Menschheit. In: Neues Wiener Journal, 5. November 1922, S. 4 (online bei ANNO).)
- Heinrich Mann als Politiker. In: Neue Freie Presse. Nr. 20570. Wien 4. Dezember 1921, S. 31–33 (Digitalisat).
- Krise der Weltanschauung. 1923.
- Pan-Europa, der Jugend Europas gewidmet, 1923, 16. Tausend, Wien-Leipzig 1926. Neuauflage: Amalthea, Wien / München 1987, ISBN 3-85002-239-0.

Motto: „Jedes große historische Geschehen begann als Utopie und endete als Realität.“
- Europa erwacht!, Wien 1923.
- Pazifismus, 1924
- Praktischer Idealismus. Adel – Technik – Pazifismus (Sammelband, der die Schriften Pazifismus, Adel und Apologie der Technik beinhaltet), Paneuropa-Verlag Wien-Leipzig 1925.
- Rundfrage: Halten Sie die Schaffung der Vereinigten Staaten von Europa für notwendig? – Halten Sie das Zustandekommen der Vereinigten Staaten von Europa für möglich?, Paneuropa Verlag, Wien 1925.
- Kampf um Paneuropa, 3 Bände, 1925–1928.
- Held oder Heiliger, 1927.
- Festschriftbeitrag Th. G. Masaryk zum 80. Geburtstag, Bonn 1930.
- Los vom Materialismus, 1931.
- Stalin & Co., 1931.
- Brüning – Hitler: Revision der Bündnispolitik, 1931.
- Das Wesen des Antisemitismus, 1932.
- Judenhass von heute, Paneuropa, 1935.
- Totaler Mensch – Totaler Staat. Glarus: Paneuropa Verlag 1937.
- Judenhass!, 1937.
- Die Europäische Nation, 1953.
- Ein Leben für Europa, Lebenserinnerungen, 1966.
- Weltmacht Europa, 1971.